# ويليام إس. هاتشر
ويليام إس. هاتشر (بالإنجليزية: William S. Hatcher) هو رياضياتي أمريكي، ولد في 1935 في تشارلوت في الولايات المتحدة، وتوفي في 27 نوفمبر 2005 في ستراتفورد في كندا.